# 1951年太平洋颱風季
| 太平洋颱風季             |
| 主題頁 - 專題 - 編輯指南 |

1951年太平洋颱風季泛指在1951年全年內的任何時間，於赤道以北及國際換日線以西的太平洋水域，以及南中國海所產生的熱帶氣旋。雖然有關方面並沒有設下本颱風季的指定期限，但大部份於西北太平洋的熱帶氣旋通常都會於五月至十二月期間形成。
本條目的範圍僅侷限於赤道以北及國際換日線以西的太平洋及南海的水域。於赤道以北及國際換日線以東的太平洋水域產生的風暴則被稱為颶風，並被列入1951年太平洋颶風季。在西太平洋產生的熱帶風暴是由聯合颱風警報中心命名，國際編號為51xx。而凡進入或產生於菲律賓風暴責任範圍以內的熱帶低氣壓，菲律賓大氣地理天文部門 (PAGASA) 都會為它們訂立一個菲律賓名稱，作當地警報用途；因此同一個風暴有時候會有兩個不同的名稱。
以下各熱帶氣旋資訊以熱帶氣旋存在期間的最強形態為準。

## 熱帶氣旋
在1951年，有?個熱帶低氣壓形成，其中17個成為了熱帶風暴。16個成為了颱風。1個更成為了超級颱風。

### 超級颱風艾瑞絲 (Iris)
有記錄以來第一個五級超級颱風。

### 颱風魯依絲 (Louise)
颱風魯依絲在菲律宾吕宋岛东北方登录，后在湛江附近登陸

### 颱風派特 (Pat)
在臺灣，中央氣象局則譯稱「白蒂」。

### 颱風露芙 (Ruth)
露芙先在日本鹿儿岛登录，后影响日本全岛，最终在白令海附近消失

### 熱帶風暴薇拉 (Vera)
颱風萬達(Wanda)

### 颱風艾美 (Amy)
随后在菲律宾萨马岛登陆，最终在南海消散。

## 熱帶氣旋名單
| - Georgia - Hope - Iris - Joan - Kate - Louise - Marge - Nora - Ora - Pat | - Ruth - Sarah - Thelma - Vera - Wanda - Amy - Babs |